# 利奧波德與洛布案
小內森·弗羅伊登塔爾·利奧波德（英語：Nathan Freudenthal Leopold, Jr.，1904年11月19日－1971年8月30日）和理查德·艾伯特·洛布（英語：Richard Albert Loeb，/ˈloʊb/，1905年6月11日－1936年1月28日），通常並稱為利奧波德與洛布（英語：Leopold and Loeb），於1924年因綁票謀殺一名14歲的少年而被捕，在當時被稱為「世紀犯罪」，並吸引大量犯罪學家與心理學者研究，且出現一些藝術作品改編其故事。

## 家庭背景與早年生活

### 內森·利奧波德
內森·利奧波德（Nathan Leopold）於1904年11月19日出生於伊利諾伊州芝加哥，出身於富裕的德國猶太移民家庭。
19歲時（也是案件發生當年），他以Phi Beta Kappa榮譽完成了芝加哥大學的本科學位，並即將在哈佛法學院學習。
據報導，利奧波德學習了十五種語言 （後來終其一生共學會27種語言），並能流利地說其中五種，精通鳥類學，取得了國家認證的鳥類學家榮譽，也研究數學、哲學，對弗里德里希·尼采的學說尤為傾倒。
利奧波德和其他幾位鳥類學家發現了黑紋背林鶯，且針對對於該鶯有威脅性的褐頭牛鸝的寄生築巢行為進行了詳細的觀察。（他在入獄後仍保持著對鳥類的興趣，並為了他捐贈的標本，從牢內裡寫信給菲爾德博物館。）

### 理查德·洛布
理查德·洛布於1905年6月11日出生於芝加哥。
和利奧波德一樣，洛布也是高智商份子。18歲便成爲密西根大學最年輕的畢業生，並即將成為芝加哥法學院的學生。
與利奧波德相比，洛布對追求知識並不感興趣，他更喜歡研究歷史學、社交、打網球和看偵探小說，對「謀殺的藝術」饒有興趣，並希望能有機會實踐完美犯罪。

## 相遇與早期犯罪
利奧波德與洛布在兒時偶然認識，但直到在芝加哥大學再度相遇，並發現共同興趣－－犯罪時，兩人的關係才逐漸加深。
利奧波德對尼采的超人說特別著迷，並將其解釋為擁有非凡和不尋常能力的超然個體，其卓越的智商使他們能夠超越束縛不重要的且普通的民眾的法律和規則。利奧波德相信他和洛布就是這樣的人，因此，通過他對尼采學說偏激的解釋，他們不受任何社會正常倫理或規則的約束。在給洛布的一封信中，他寫道：“一個超人……由於他與生俱來的某些優越品質，不受管轄人類的普通法律的約束。他可以對自己做的任何事情概不負責。”
利奧波德同意成為洛布實踐犯罪藝術的夥伴——只要洛布願意和他成為性伴侶（利奧波德可能是同性戀者，之前有過女友，也與兩名少年男性發生過性行為。但他後來曾表示，寧可上絞刑架，也不願被醫生認定為同性戀者）。
他們從盜竊開始，策劃一次比一次嚴重的罪行，包括縱火，並逍遙法外。他們對於沒有媒體報導他們的惡行感到失望，他們決定策劃並執行一場聳人聽聞的完美犯罪，以引起公眾的關注，以確認他們「超人」的地位。他們的犯罪藝術創作最後以冷血的綁票謀殺達到高潮——並且結束。

## 巴比‧法蘭克謀殺案

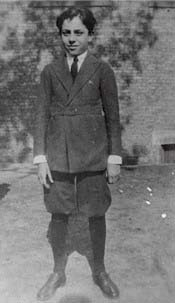
巴比‧法蘭克

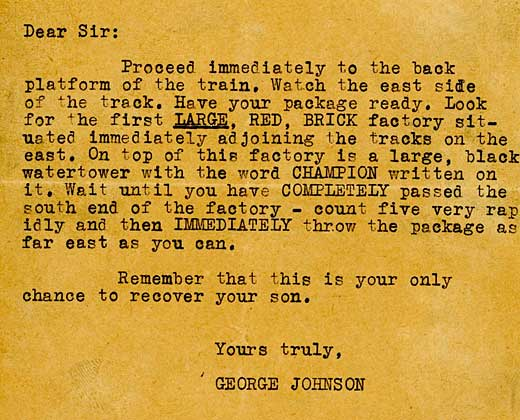
向巴比‧法蘭克家屬發出的勒索信

他們認為證明他們超人地位最好的方式就是謀殺，因此他們花了七個月縝密的策畫這起殺人案，包括如何綁架到屍體的處理。為了掩蓋他們犯罪的動機和混淆視聽，他們決定提出贖金要求，並制定了一個複雜的計劃來讓被害者家屬付出贖金。
經過長時間的尋找，他們鎖定洛布認識的少年巴比‧法蘭克（Bobby Franks）。巴比‧法蘭克是洛布的堂弟，也是對面的鄰居，他曾多次在洛布家的庭院打網球。
利奧波德和洛布於 1924 年 5 月 21 日下午開始他們的計劃。使用利奧波德以 Morton D. Ballard 的名義租用的汽車，他們在巴比‧法蘭克放學回家時誘騙他上車。男孩最初拒絕了，因為他家距離他的位置不到兩個街區，但洛布說服他上車一起討論網球拍。隨後發生事件的確切順序仍有爭議，但多數意見為利奧波德開車，而坐在後座的洛布則拿著鑿子重擊坐在副駕駛座的男孩頭部，然後將他拖到後座並拿布塞住他的嘴，不久後巴比‧法蘭克便重傷而死。
他們開車到芝加哥以南 40 公里的印第安納州哈蒙德的狼湖附近預定的拋屍地點。在深夜，他們脫掉了巴比‧法蘭克的衣服並丟棄，然後將屍體藏在湖以北賓夕法尼亞鐵路沿線的涵洞中。為了掩蓋屍體的身份，他們將鹽酸倒在臉和生殖器上，以掩飾他受過割禮的事實。
當兩人回到芝加哥時，巴比‧法蘭克失蹤的消息已經傳開。利奧波德打電話給巴比‧法蘭克的母親，稱自己是“George Johnson”，並告知她的孩子已被綁架，需要交付贖金才能要回孩子。在寄出打好的勒索信、燒掉沾滿血跡的衣服，並清理租用車輛內沾上的血跡後，他們在等待的那段時間裡打牌。
第二天早上，巴比‧法蘭克一家收到勒索信後，利奧波德打了第二通電話，口述了第一個贖金支付指令。但被害者家屬因太過慌張且指令過於複雜而忘記該去的地址，使計畫幾乎停擺。尤其當男孩的屍體被發現後，贖金計畫宣告破滅。利奧波德和洛布銷毀了用來打勒索信的打字機，並燒毀了他們用來移動屍體的車袍（膝毯）。然後他們像沒犯罪一樣繼續生活。
兩人東窗事發的原因，起先在於屍體過早被發現，且附近又發現了利奧波德的眼鏡。由於眼鏡上那種昂貴的鉸鏈裝置，全芝加哥只有包括利奧波德在內的3人擁有，且另外兩人皆有充足的不在場證明。此時洛布仍辯稱他們當晚在一起，眼鏡則是去賞鳥時遺失。不巧的是，利奧波德的私家司機，在未告知利奧波德的情形下，在案發當晚將他的車送修。兩人的不在場證明宣告破滅，先是洛布、再來是利奧波德認罪。
從案發當晚到被捕只用了不到一個星期。

## 審判

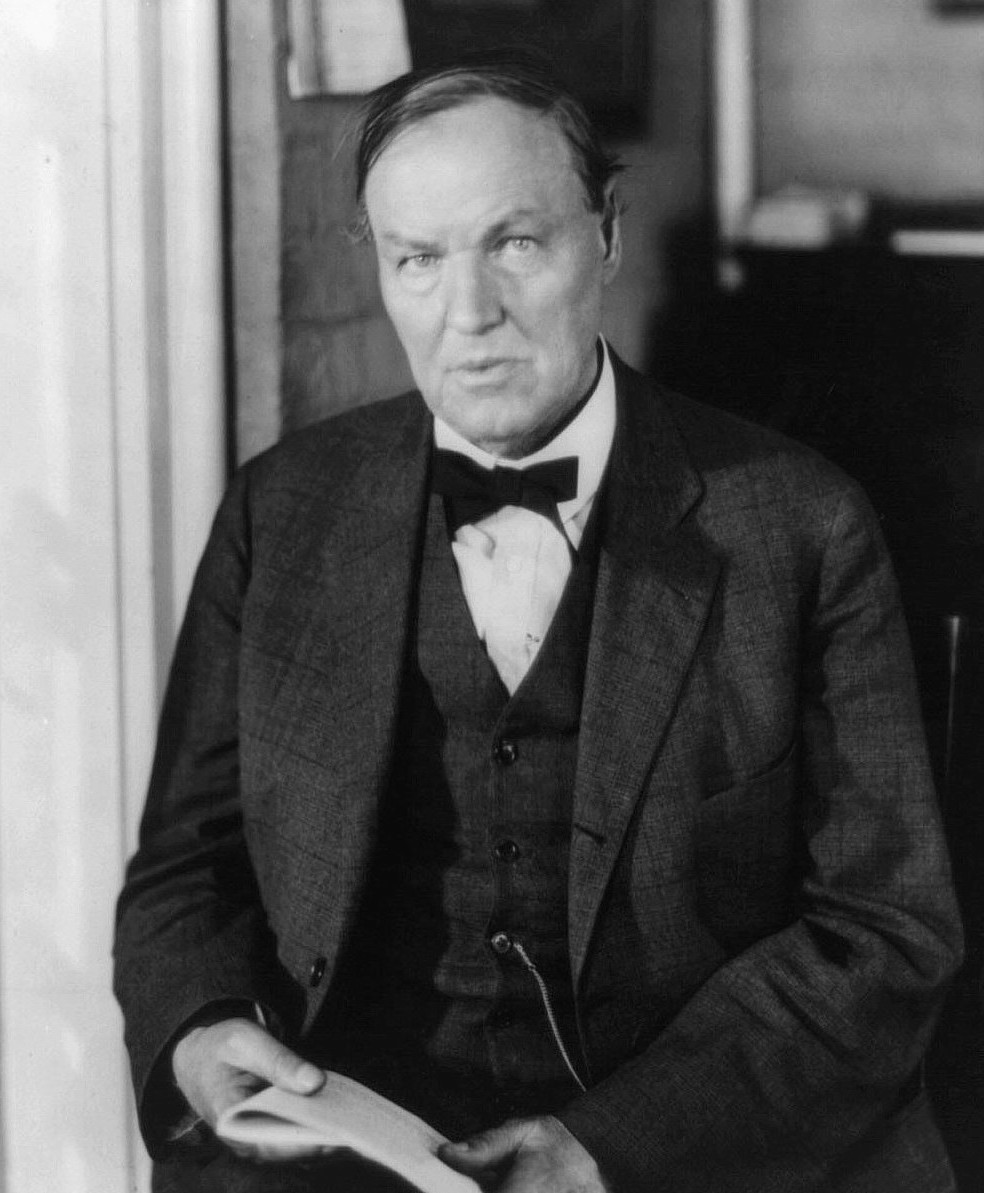
本案的辯護律師克拉倫斯·丹諾

利奧波德與洛布案在芝加哥庫克縣刑事法庭的審判成爲媒體的焦點，是第三件在美國被稱為「世紀審判」的重大刑事案件（前兩次為哈里·肯德爾·索殺人案及薩柯-梵則蒂案）。洛布的家人為兩人聘請的辯護律師是名滿全國的克拉倫斯·丹諾，他一向以反對死刑著稱，對尼采哲學也有涉獵。知名辯護律師的參與也讓這場「世紀審判」更具意義。
由於兩位犯人皆已認罪，因此丹諾希望能說服法官判兩人無期徒刑。
丹諾最後成功的使兩名未滿20歲的被告從檢方（還有輿論）求處的絞刑，到最後被判無期徒刑（謀殺）加上99年有期徒刑（綁票）。
審判持續了32天。 該州律師Robert E. Crowe 提供了100多名證人，記錄了整起犯罪的細節，包括移動路線以及購買紀錄；而辯方則提供了大量的精神疾病相關證詞，試圖將整起案件歸因於童年陰影，包括因父母忙碌而造成忽視陪伴兒童、幼年時家庭教師對幼年利奧波德的性虐待、利奧波德和洛布之間的同性戀關係（在當時會將同性戀視為精神疾病）。
此外丹諾召集了一群專家作為證人，他們提供了利奧波德和洛布精神異常的證據。一位證人作證說他們的內分泌失調，而另一位證人主張這就是導致他們犯罪妄想的原因。

### 丹諾的辯護
丹諾以激情澎湃的演講結束了長達12小時的聽證會。此次辯護被認爲是他一生中最精彩的演講。他的主要論點是，美國司法制度的方法和懲罰對於年輕且不成熟的被告是不人道的：
這可怕的罪行是與生俱來的，並源於祖先。 難道有人會因為某人認真地對待尼采哲學並根據它來塑造自己的人生而責備他嗎？ 因為大學教導的哲學而被絞刑，這對於19歲的男孩而言是完全不公平的。
我們知道在第一次世界大戰期間，每天死了數以萬計的人。我們了解這個情況並為此歡慶——如果是其他夥伴被殺的話。我們茹毛飲血，甚至包含了牙牙學語的嬰兒。我甚至不需告訴你多少誠實的、可敬的、上戰場的年輕男孩來到這裡被控訴謀殺，有人存活而有人被送向死亡，並學習輕賤生命。我們都知道，這種環境影響了他們。
戰爭中的殺戮帶來的影響需要50年才能從人心中抹去。在1865年南北戰爭之後，這類罪行以驚人的速度增加。 沒有人能說服我犯罪是沒有原因的，它應該與其他疾病一樣具有明確的原因。
我知道，出於內戰的仇恨和痛苦，以前美國從未見過的犯罪正快速增加。我知道歐洲今天也經歷着同樣的經歷，我知道每一場戰爭都影響了這些男孩，如果世界沒有被鮮血染紅，他們的生活就不會是現在的樣子。
法官大人知道，暴力犯罪在戰爭期間而增加，不一定是那些參與戰爭的人犯下的，而是那些知道血是廉價的人。人的生命是廉價的，如果國家能夠輕視它，爲什麼反而不放過這個男孩呢？
除了這兩個男孩，法庭還有權考慮任何事情嗎？國家說法官有權考慮社會福祉。如果奪去這些生命將有利於增加社會福祉，那麼真是太好了。而我認爲這是任何人都無法衡量的邪惡行爲。
法官是否有考慮這些被告的家屬？ 我為法蘭克夫婦的喪子之痛，為那些無法癒合的家庭破裂，深感抱歉。我所能希望和希望的是，這一切可能帶來一些好處。但是，與利奧波德和洛布的家屬相比，法蘭克一家是令人羨慕的——且任何人都知道這一點。
這位是利奧波德的父親——這個男孩是他畢生的驕傲。他看着他，他關心他，他爲他工作；這孩子很聰明，很有成就。他教育他，他認爲他所期待的名望和地位正等着他。對於一位父親而言，看到他一生的期盼化為烏有是一件令人難以接受的事。
洛布也是一樣的。這位是他忠實的叔叔和兄弟，他們日復一日地守候着，而迪基的父親和母親卻病得受不了這種可怕的壓力，他們將等待一個對他們來說更有意義的訊息。在這常見的喪親之痛中，是否應考慮這些因素？
最簡單且最受歡迎的方式就是絞死我的客戶，而不思考的男人和女人都會鼓掌、冷酷無情的人會贊同的。在現今，這種做法是最輕鬆的。但是在芝加哥，越來越多的父母、人道主義者、善良者和希望者伸出援手，他們不僅想理解並提出關於這些可憐男孩的問題，也想瞭解他們自己的孩子——他們並不會對我的客戶之死表示讚揚的。
他們會要求停止流血，讓人的正常感情恢復正常。法官大人，您佇立與過去和未來之間。
你大可以把這些孩子吊死，你可以吊起他們的脖子，直到他們死去。但是，在做這件事的時候，你會把視線看向過去。在做這件事的過程，你讓每位在無知和黑暗中的男孩都更加困難，他們必須在只有童年才能知道的迷宮中摸索方向。 這樣做會使未出生孩子的處境更加困難。 你可以拯救他們，讓每個孩子更輕鬆。你可以拯救他們，讓每個孩子可能站在這些男孩所站的位置上更加輕鬆。 你將會使每一個有抱負、有遠見、有希望、有命運的人的處境變得更容易。
我在祈求未來，祈求有天仇恨和殘忍將不再控制人們的心。我們能夠從理性、判斷、理解和信仰中學習到一切生命都值得拯救，而憐憫是人的最高美德的時代。
1924 年 9 月 10 日，該州法庭以謀殺罪判處利奧波德和洛布無期徒刑，並因綁架勒索罪判處 99 年有期徒刑。法官在最終裁決中說道，他的判決主要基於未成年犯罪先例和年輕被告的身心狀態而定。
審判結束一個多月後，洛布的父親死於心力衰竭。
在判決後，法官休息了整整一年，而後拒絕接任何重大刑案，轉而接離婚案子。

## 入獄

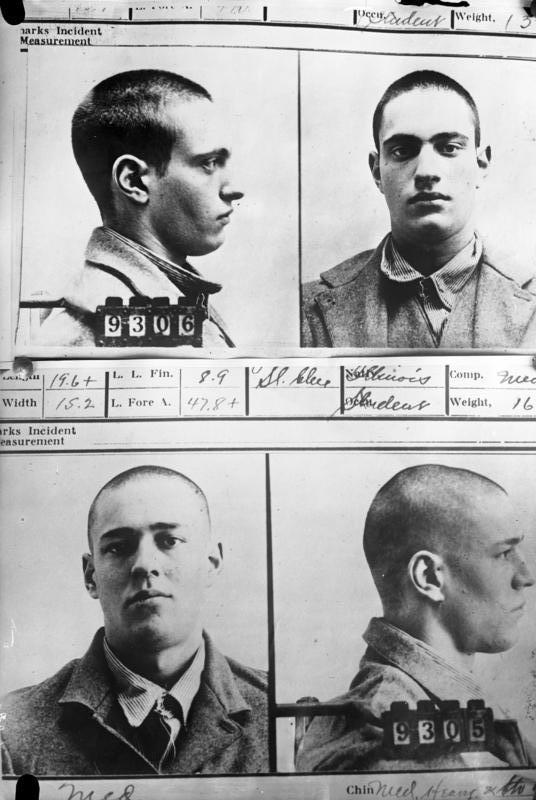
利奧波德（上）與洛布（下），1924年

利奧波德和洛布最初被關押在喬立伊特改造中心（舊喬利依特監獄）。 雖然他們被儘量地隔離，但兩人仍然維持了他們的友誼。 利奧波德於1931年被轉移到州立監獄，後來洛布也被轉移到那裏。
重聚後，兩人擴大了監獄學校系統，增加了高中和初級大學的課程。

### 洛布之死
1936年1月28日，洛布在淋浴間被獄友詹姆斯·戴（James Day）用刮鬍刀攻擊，不久後在監獄醫院死亡。詹姆斯·戴聲稱洛布想對他性侵害，但他沒有受傷，而洛布身上有五十多處傷口，包括手臂和手部的防禦傷，他的喉嚨也從後面被割破，並因失血過多、休克而死。最後法院裁定詹姆斯·戴是正當防衛，並判處無罪。
沒有任何證據表明洛布在獄中是個性侵犯，但詹姆斯·戴至少與一名獄友發生了性關係。在利奧波德的自傳《Life Plus 99 Years》中，他譏諷洛布試圖對詹姆斯·戴性侵的說法。洛布的密友、監獄的天主教牧師也附和了這一說法，他說更有可能是詹姆斯·戴在洛布拒絕他的求歡後攻擊了洛布。

### 利奧波德的監獄生活

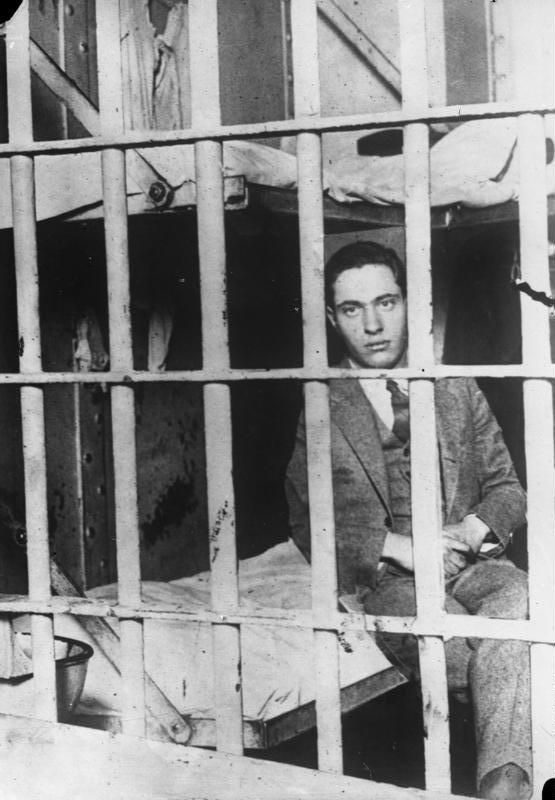
1931年，被關押在斯泰特維爾懲教中心的利奧波德

洛布死後，利奧波德繼續工作。儘管患有抑鬱症，他仍成為了模範囚犯，爲改善州立監獄的條件作出了許多重大貢獻，包括整理監獄圖書館、改革學校制度、教導學生以及在監獄醫院開展志工工作。
1944年，利奧波德自願參加了州立監獄的瘧疾研究， 他接種了瘧疾病原體，然後進行了幾次瘧疾實驗。他後來在自傳中寫道，他在監獄和獲釋後所做的一切努力都是爲了補償他的罪行。
1958年，利奧波德出版自傳《Life Plus 99 Years》，以此來作為爭取假釋的要素。他在書中開頭明確地表示，他將拒絕講述他的童年或描述謀殺的任何細節，並直接描述犯罪後的事情。這引來了廣泛的批評，大眾認為他只是透過隱藏過去的陰暗面來恢復公衆形象。

## 利奧波德的假釋生活
1958年3月，利奧波德於33年鐵窗生涯後獲得假釋。友愛會附屬服務委員會，接納他爲波多黎各醫院的一名醫療技術員。他在一篇文章中表達了他的感激之情：「對我來說，委員會提供了工作、家庭和贊助，沒有這些，我不可能被假釋。它給了我更多陪伴、接納與愛，這使得我違反假釋規定幾乎是不可能的事。」在阿德洪塔斯的 Castañer 綜合醫院，他的鄰居和同事都稱他為“Nate”，在那裡他擔任實驗助理和 X 光助理。
1958年末，利奧波德試圖建立利奧波德基金會，由 Life Plus 99 年的版稅贊助，「以幫助情緒失常、遲鈍或犯罪的年輕人」。伊利諾伊州以違反假釋條款為由取消了他的特許狀。
1959年，利奧波德試圖阻止電影版《Compulsion》的製作，理由是梅耶·萊文(Meyer Levin)的書侵犯隱私、誹謗他，並從他的故事中獲利，以及"事實和虛構的交織程度讓人難以區分"。最後，伊利諾伊州最高法院裁定，利奧波德作爲供認“世紀罪行”的犯罪者，不能合理地辯稱任何一本書損害他的名譽。
利奧波德搬到Santurce並娶了當地一位經營花店的寡婦為妻。他在波多黎各大學獲得碩士學位，並開始授課；他成為波多黎各衛生部社會服務的研究員、參與都市更新，並在住宅管理局工作，還在波多黎各大學醫學院進行痲瘋病研究。
1971年心臟病發去世。利奧波德將其器官捐贈、遺體供做研究使用。

## 電影＆音樂劇
利奧波德、洛布兩人是後世許多心理學家、病理學家研究的案例。利奧波德與洛布案在其後被改編成多部小說、音樂劇、電影、電視劇。其中最經典的作品為1948年亞弗列德·希區考克執導的電影《奪魂索》（Rope）。
其他的改編電影有1992年《情迷意亂》、2002年《拿命線索》，與改編的音樂劇外百老匯的《危險遊戲》

## 外部連結
- 利奧波德與勒伯案大審判
- 20世紀罪案 之 利奧波德與勒伯案
- Leopoldandloeb.com （页面存档备份，存于）
- 利奧波德與勒伯故事簡介 （页面存档备份，存于）
- 利奧波德與勒伯故事評論 紐約戲院公司
- Harold S. Hulbert Papers, Northwestern University Archives, Evanston, Illinois （页面存档备份，存于）
- 張娟芬，《一年打死七個：談死刑》─七之一 （页面存档备份，存于）、七之二 （页面存档备份，存于）、七之三 （页面存档备份，存于）、七之四 （页面存档备份，存于）、七之五 （页面存档备份，存于）、七之六 （页面存档备份，存于）、七之七 （页面存档备份，存于）。